# Vierkirchen (Oberlausitz)
Vierkirchen ist eine Gemeinde im sächsischen Landkreis Görlitz in der Verwaltungsgemeinschaft Reichenbach/O.L.

## Geographie
Die Gemeinde Vierkirchen liegt im mittleren Westen des Landkreises, etwa 15 km östlich von Bautzen und rund 10 km nordwestlich vom Verwaltungssitz Reichenbach/O.L. entfernt. Die Bundesstraße 6 verläuft südlich der Gemeinde, die Bundesautobahn 4 führt direkt durch das Gemeindegebiet und ist über die Anschlüsse Weißenberg oder Nieder Seifersdorf zu erreichen.
Ortsteile der Gemeinde sind:
| - Arnsdorf - Buchholz (obersorbisch Křišow) - Döbschütz (Debšk) - Heideberg - Hilbersdorf | - Melaune (Měrjow) - Prachenau (Prochnow) - Rotkretscham (Čerwjena korčma) - Tetta (Ćetow) - Wasserkretscham (Wodowa korčma) |

## Geschichte
Die Gemeinde Vierkirchen wurde am 1. Januar 1994 aus den Gemeinden Arnsdorf-Hilbersdorf, Buchholz und Melaune im Zuge der Sächsischen Gemeindegebietsreform gebildet. Die vier Kirchen von Arnsdorf, Buchholz, Melaune und Tetta waren hierbei namensgebend; diese vier Kirchen erscheinen auch im Wappen der Gemeinde. Seit ihrer Entstehung gehört die Gemeinde zur Verwaltungsgemeinschaft Reichenbach/O.L.
Im Ortsteil Arnsdorf befindet sich ein seit Generationen geführter Betrieb zum Abbau von Granit. Der Arnsdorfer Granitstock entstand im Karbon und wird bis heute abgebaut. Hier wurde u. a. der Werkstoff für das Berliner Olympiastadion, die Kongresshalle Nürnberg und das RGW-Gebäude in Moskau gewonnen.
Die Gemeinde sollte zum 1. Januar 2025 in der Gemeinde Waldhufen-Vierkirchen aufgehen. Der Fusion ging ein 2024 ein Bürgerentscheid mit der Abstimmungsfrage „Stimmen Sie der Vereinbarung über den freiwilligen Zusammenschluss der Gemeinden Waldhufen und Vierkirchen zu?“ voraus. Bürgerentscheide sind in Sachsen Voraussetzung für Gemeindefusionen oder Eingemeindungen. Entsprechend wurde der Bürgerentscheid in beiden beteiligten Gemeinden mit gleicher Abstimmungsfrage mehrheitlich angenommen. Vierkirchen hätte im Zuge der Fusion aus der Verwaltungsgemeinschaft Reichenbach/O.L. austreten müssen. Die Stadt Reichenbach/O.L. legte Widerspruch gegen die Fusion ein. Am 2. Juli 2025 gab das Gericht der Klage statt, wodurch der Zusammenschluss bis auf Weiteres nicht umgesetzt werden kann.

### Ortspartnerschaften
Vierkirchen unterhält mit dem polnischen Jeżów Sudecki (Grunau) eine Ortspartnerschaft.

### Bevölkerungsentwicklung
| Jahr | Einwohner             | Einwohner | Einwohner | Einwohner               |
| Jahr | Arnsdorf- Hilbersdorf | Buchholz  | Melaune   | gesamt bzw. Vierkirchen |
| ---- | --------------------- | --------- | --------- | ----------------------- |
| 1990 | 746                   | 552       | 755       | 2053                    |
| 1993 | 722                   | 562       | 715       | 1999                    |
| 1999 | –                     | –         | –         | 2066                    |
| 2006 | –                     | –         | –         | 1958                    |
| 2009 | –                     | –         | –         | 1842                    |
| 2012 | –                     | –         | –         | 1732                    |
| 2013 | –                     | –         | –         | 1704                    |

## Politik

### Gemeinderat
Bei der Gemeinderatswahl am 9. Juni 2024 verteilen sich die 11 Sitze des Gemeinderates folgendermaßen auf die einzelnen Gruppierungen:
- Freie Wählervereinigung Arnsdorf-Hilbersdorf (FWV): 4 Sitze
- Aktive Wählervereinigung Döbschütz/Melaune/Prachenau (AWV): 3 Sitze
- Wählervereinigung Buchholz/Tetta (WV BT): 3 Sitze
- Alternative für Deutschland: 1 Sitz

| Gemeinderat ab 2024Insgesamt 11 Sitze - FWV: 4 - AWV: 3 - WV BT: 3 - AfD: 1 Ein Sitz bleibt unbesetzt. Der Gemeinderat verkleinert sich entsprechend. | Liste                                                | 2024   | 2024   | 2019   | 2019   | 2014   | 2014   |
| Gemeinderat ab 2024Insgesamt 11 Sitze - FWV: 4 - AWV: 3 - WV BT: 3 - AfD: 1 Ein Sitz bleibt unbesetzt. Der Gemeinderat verkleinert sich entsprechend. | Liste                                                | Sitze  | in %   | Sitze  | in %   | Sitze  | in %   |
| Gemeinderat ab 2024Insgesamt 11 Sitze - FWV: 4 - AWV: 3 - WV BT: 3 - AfD: 1 Ein Sitz bleibt unbesetzt. Der Gemeinderat verkleinert sich entsprechend. | Freie Wählervereinigung Arnsdorf-Hilbsersdorf        | 4      | 38,7   | 5      | 42,3   | 5      | 40,1   |
| Gemeinderat ab 2024Insgesamt 11 Sitze - FWV: 4 - AWV: 3 - WV BT: 3 - AfD: 1 Ein Sitz bleibt unbesetzt. Der Gemeinderat verkleinert sich entsprechend. | Aktive Wählervereinigung Döbschütz/Melaune/Prachenau | 3      | 23,6   | 4      | 29,5   | 4      | 32,1   |
| Gemeinderat ab 2024Insgesamt 11 Sitze - FWV: 4 - AWV: 3 - WV BT: 3 - AfD: 1 Ein Sitz bleibt unbesetzt. Der Gemeinderat verkleinert sich entsprechend. | Wählervereinigung Buchholz/Tetta                     | 3      | 22,6   | 3      | 27,1   | 3      | 26,4   |
| Gemeinderat ab 2024Insgesamt 11 Sitze - FWV: 4 - AWV: 3 - WV BT: 3 - AfD: 1 Ein Sitz bleibt unbesetzt. Der Gemeinderat verkleinert sich entsprechend. | AfD                                                  | 1      | 15,1   | –      | –      | –      | –      |
| Gemeinderat ab 2024Insgesamt 11 Sitze - FWV: 4 - AWV: 3 - WV BT: 3 - AfD: 1 Ein Sitz bleibt unbesetzt. Der Gemeinderat verkleinert sich entsprechend. | SPD                                                  | –      | –      | –      | 1,1    | –      | 1,4    |
| Gemeinderat ab 2024Insgesamt 11 Sitze - FWV: 4 - AWV: 3 - WV BT: 3 - AfD: 1 Ein Sitz bleibt unbesetzt. Der Gemeinderat verkleinert sich entsprechend. | Wahlbeteiligung                                      | 79,4 % | 79,4 % | 68,9 % | 68,9 % | 55,7 % | 55,7 % |

### Bürgermeister
Bei der Bürgermeisterwahl 2008 trat Horst Brückner, zugleich Bürgermeister der Nachbargemeinde Waldhufen, als einziger Kandidat an. Diese Doppelposition war 2015 nicht mehr möglich, in den ersten beiden Wahlgängen gab es jedoch keine Kandidaten, sodass die Wähler zumeist seinen Namen auf den leeren Wahlschein schrieben. Im dritten Wahlgang im Februar 2016 gab es dann zwei Kandidaten, Andrea Weise erhielt 87,7 Prozent der Stimmen und wurde zur neuen Bürgermeisterin gewählt.
| Wahl | Bürgermeister  | Vorschlag         | Wahlergebnis (in %) |
| ---- | -------------- | ----------------- | ------------------- |
| 2023 | Andrea Weise   | Weise             | 79,5                |
| 2016 | Andrea Weise   | Wählervereinigung | 87,7                |
| 2015 | Horst Brückner | Einzelvorschlag   | 55,0                |
| 2008 | Horst Brückner | Brückner          | 65,5                |
| 2001 | Andreas Nedo   | Nedo              | 53,5                |

## Sehenswürdigkeiten
- die vier Dorfkirchen als Namensgeber der Gemeinde und Wappensymbole:
  - St.-Katharinen-Kirche Arnsdorf
  - Kirche Buchholz
  - Kirche Melaune
  - Kirche Tetta
- Schloss Döbschütz, ursprünglich eine Wasserburg
- Eine weitere Sehenswürdigkeit ist ein imposantes Bodendenkmal am Ufer des Schwarzen Schöps: Es handelt sich um einen vermutlich slawischen Abschnittswall, der vereinzelt auch als „Merburg“ angesprochen wird. Grabungen fanden in den 1920er Jahren statt. Um Pflege und Vermittlung kümmert sich in Melaune der Verein „Die Milzener e. V.“, der gemeinsam mit der Universität Jena, Bereich Ur- und Frühgeschichte, ein Freilichtmuseum für slawische Frühgeschichte plant.
- Eisstadion zum Winter- und Sommersport
- Fußballstadion
- Spielplatz
- Der Jakobsweg im Abschnitt Görlitz-Weißenberg-Bautzen verläuft durch Arnsdorf, Döbschütz, Melaune, Tetta und Buchholz.

Die Kulturdenkmale sind in der Liste der Kulturdenkmale in Vierkirchen (Oberlausitz) erfasst.

Die namensgebenden Kirchen der ehemaligen Gemeinde
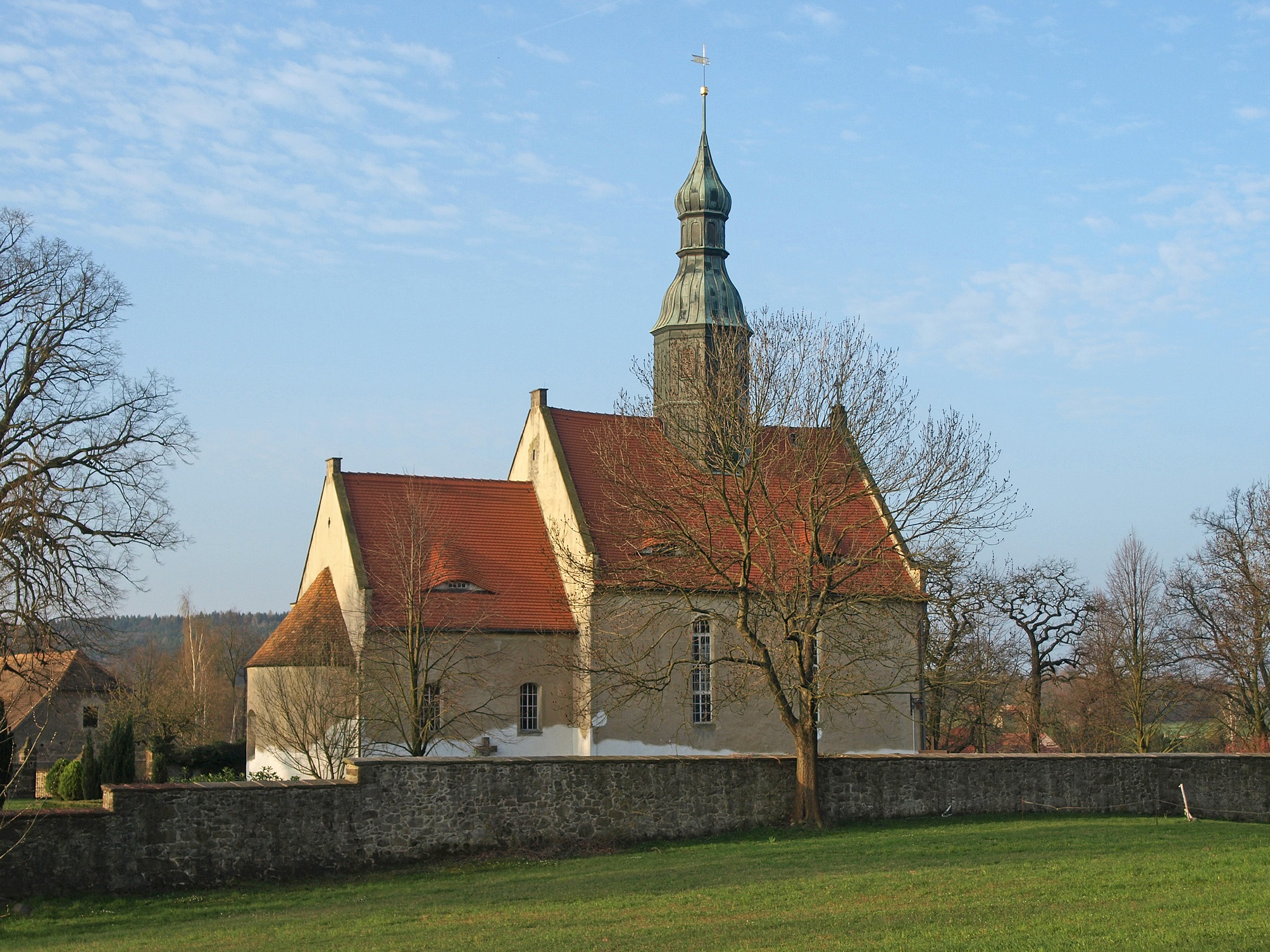
Arnsdorf
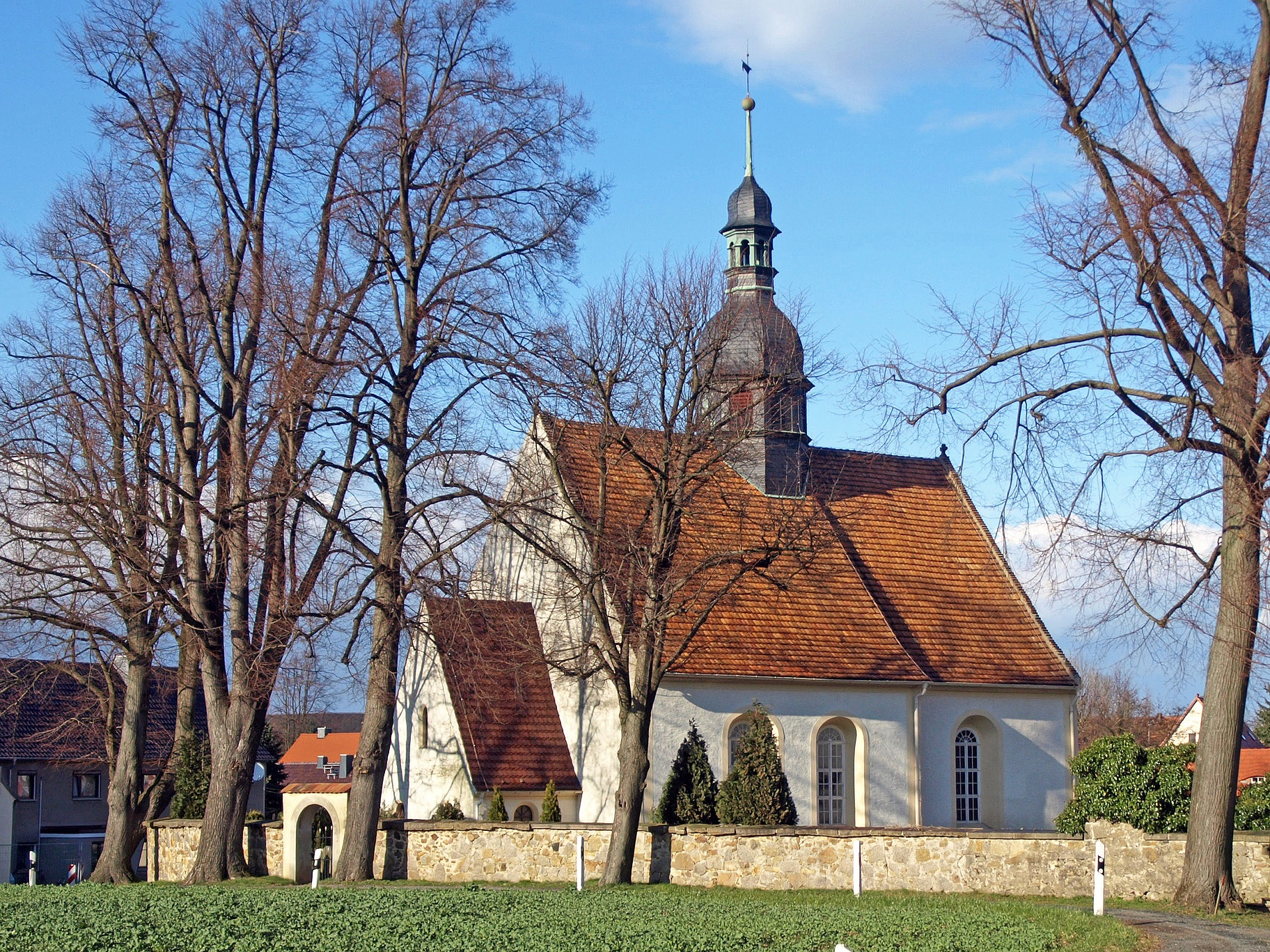
Buchholz
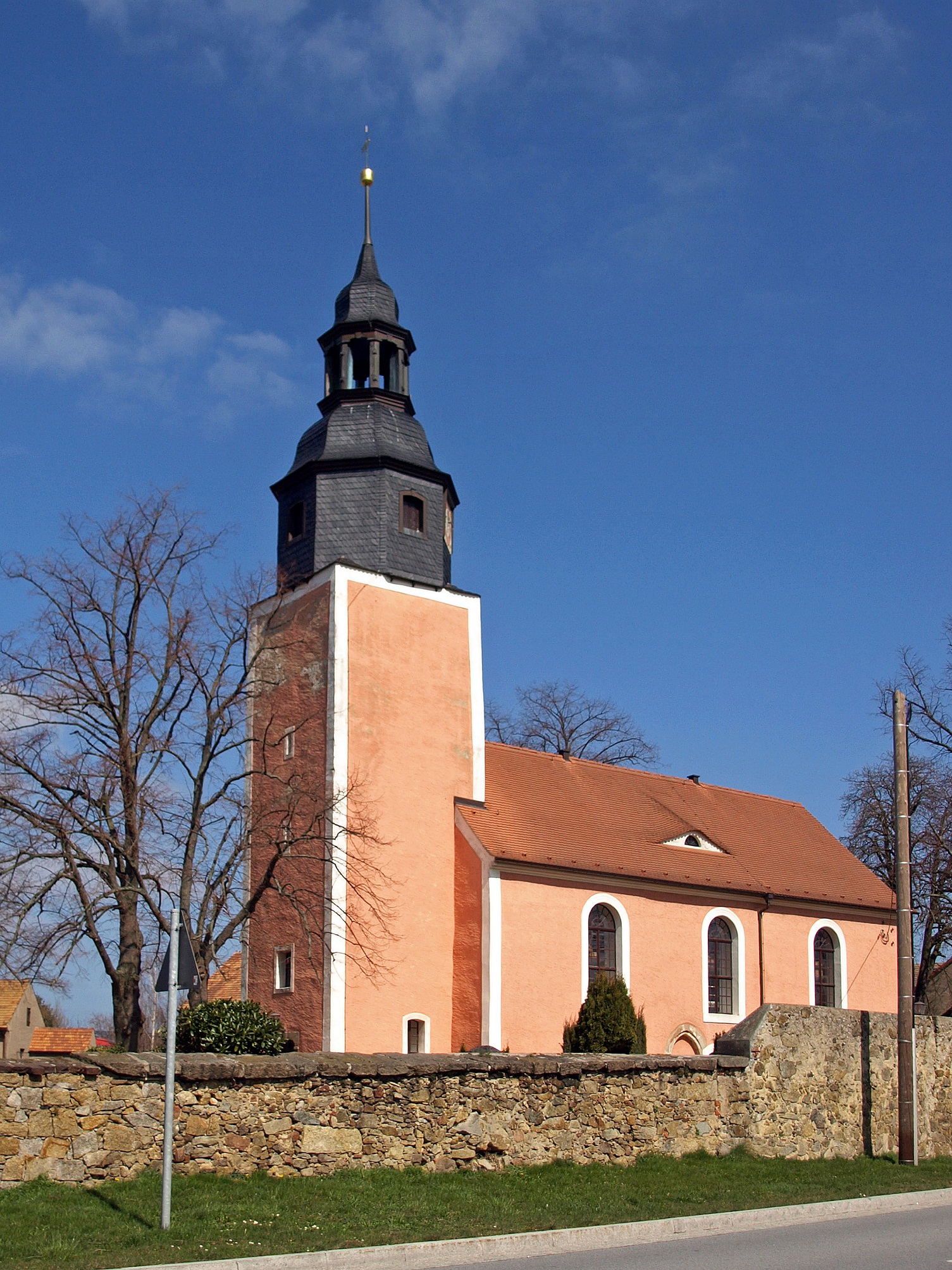
Melaune
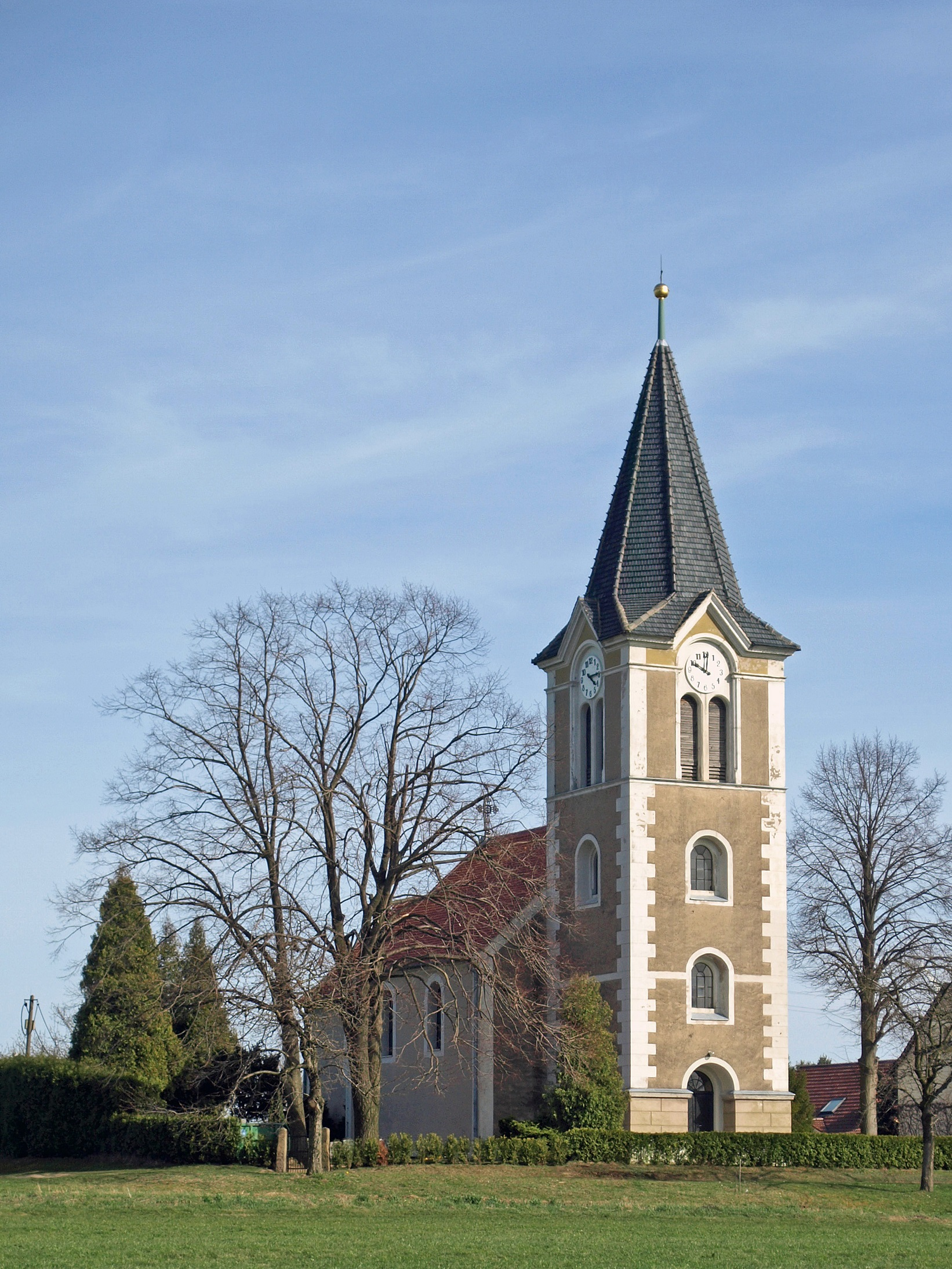
Tetta

### Naturschutz
- Siehe auch: Liste der Naturdenkmale in Vierkirchen (Oberlausitz)